# エリオット・ベネット
エリオット・ベネット（Elliott Bennett, 1988年12月18日 - ）は、イングランド・テルフォード出身の元サッカー選手。現役時代のポジションはMF。

## 経歴
9歳でウルヴァーハンプトン・ワンダラーズFCのアカデミーに入団し、2007年3月にプロ契約を締結。
2009年8月20日、ブライトン・アンド・ホーヴ・アルビオンFCに完全移籍。
2011年6月14日、ノリッジ・シティFCと3年契約を結んだ。
2016年1月5日、ブラックバーン・ローヴァーズFCと2年契約を結んだ。
2021年6月17日、シュルーズベリー・タウンFCに1年契約で移籍。

## 代表歴
父方の祖父がジャマイカ人であるため、ジャマイカ代表に召集されたことがある（出場歴は無し）。

## 所属クラブ
ユース
- ウルヴァーハンプトン・ワンダラーズFC 2004-2007

シニア
- ウルヴァーハンプトン・ワンダラーズFC 2007-2009
  -  クルー・アレクサンドラFC 2007-2008 (loan)
  -  ベリーFC 2008 (loan)
  -  ベリーFC 2008-2009 (loan)
- ブライトン・アンド・ホーヴ・アルビオンFC 2009-2011
- ノリッジ・シティFC 2011-2016
  -  ブライトン・アンド・ホーヴ・アルビオンFC 2014 (loan)
  -  ブリストル・シティFC 2015 (loan)
- ブラックバーン・ローヴァーズFC 2016-2021
- シュルーズベリー・タウンFC 2021-2024

## タイトル

### クラブ
ブライトン
- フットボールリーグ1: 2010-11[6]

### 個人
- フットボールリーグ1年間ベストイレブン: 2010-11[7]